# James Conner (General)

James Conner

James Conner (* 1. September 1829 in Charleston, South Carolina; † 26. Juni 1883 in Richmond, Virginia) war ein US-amerikanischer Jurist und Brigadegeneral des konföderierten Heeres im Sezessionskrieg.

## Leben
Conner wurde 1829 als Sohn von Henry W. Conner in Charleston geboren. Er beendete 1849 erfolgreich das South Carolina College und studierte anschließend unter James L. Petigru die Rechtswissenschaften. 1852 wurde Conner von der Anwaltskammer zugelassen und 1856 zum Bezirksstaatsanwalt ernannt.
Bei Ausbruch des Bürgerkrieges trat Conner in das konföderierte Heer ein und wurde als Hauptmann Kompaniechef der Montgomery Guards, einer lokalen Millizkompanie, danach Kompaniechef der A-Kompanie (Washington Light Infantry) in Hamptons Legion. Nach Hamptons Verwundung während der Ersten Schlacht am Bull Run führte er zeitweise die Legion und wurde am 21. Juli 1861 zum Major befördert. Als Oberst übernahm er nach der Schlacht von Seven Pines im 13. Juni 1862 das Kommando über das 22. North Carolina-Infanterie-Regiment, mit dem er bis zu einer Verwundung während der Schlacht bei Gaines Mill an der Sieben-Tage-Schlacht teilnahm. Conner führte das Regiment zwei Jahre und nahm in dieser Zeit bis zum 8. Oktober 1863 an allen Schlachten der Nord-Virginia-Armee teil. Conner wurde zum Rechtsberater (Judge Advocate General) des II. Korps der Nord-Virginia-Armee ernannt. Am 1. Juni 1864 wurde Conner zum Brigadegeneral befördert und führte nacheinander zwei unterschiedliche Brigaden während der ersten Monate der Belagerung von Petersburg. Anschließend wurde Conner mit der Führung von Kershaws Brigade während Sheridans Feldzug im Shenandoahtal beauftragt. Bei einem Vorpostengefecht wurde er sechs Tage vor der Schlacht am Cedar Creek so schwer verwundet, dass ein Bein amputiert werden musste. Obwohl Conner nicht mehr feldverwendungsfähig war, blieb er bis zum Ende des Krieges Brigadekommandeur. Am 25. Februar 1865 wurde die Brigade General Johnstons Tennessee-Armee in den Carolinas unterstellt.
Nach dem Krieg übernahm Conner in den nächsten Jahren Assistentenstellen bei der South Carolina Railroad, der Bank of Charleston und der Greenville & Columbia Railroad. Von 1876 bis zu seinem Tod am 26. Juni 1883 war er Generalstaatsanwalt (Attorney General) des Staates South Carolina. Conner ist auf dem Magnolia Friedhof in Charleston, South Carolina beerdigt.